# Grêmio Social e Recreativo Walmap
Grêmio Social e Recreativo WALMAP foi uma agremiação esportiva da cidade do Rio de Janeiro.

## História
Fundado pelos funcionários do Banco Nacional de Minas Gerais S.A, o nome da equipe é um acrônimo em homenagem ao 1º Diretor-superintendente do banco, Waldomiro de Magalhães Pinto.. Sua sede ficava na Rua Barão de Mesquita, nº 707, no Bairro da Tijuca, na Zona Norte do Rio, e foi inaugurado no sábado, do dia 14 de Maio de 1955.
O clube jogou contra os quatro grandes do Rio de Janeiro. No dia 11 de Junho de 1968, às 11 horas, o WALMAP enfrentou a Seleção Brasileira, em jogo-treino, no Estádio da Gávea. A seleção se preparava para a Copa do Mundo de 1970.
Em 1967 o clube idealizou uma fusão com a Associação Atlética Portuguesa, que formaria o primeiro clube-empresa do Rio de Janeiro. A ideia encontrou resistência na diretoria da Portuguesa e não foi pra frente.
Com a recusa da Portuguesa, o clube se filiou ao Departamento Autônomo. O clube conquistou o Campeonato Carioca do Departamento Autônomo de Juvenis de 1968, dividindo o título com o Atlético Clube Nacional.

## Títulos
- Campeão da “Taça IV Centenário” (1965);[6]
- Campeão do “Campeonato Amadorista do Estado da Guanabara” (1966);
- Campeão do “Campeonato de Futebol do Estado da Guanabara” (1966 e 1967);[7]
- Campeão do “Torneio Pré-Olímpico da CBD” (1967);[8]
- Campeão da “Série Antonio Gaspar Afonso” (1968);